# لاینویل (آلاباما)
لاینویل (به انگلیسی: Lineville) شهری در شهرستان کلی ایالت آلاباما است که مساحت آن ۲۳٫۳۳ کیلومتر مربع است و در سرشماری سال ۲۰۱۰ میلادی، ۲٬۳۹۵ نفر جمعیت داشته و تراکم جمعیتی آن، ۱۰۲٫۶۶ نفر در هر کیلومتر مربع بوده است.

## نگارخانه

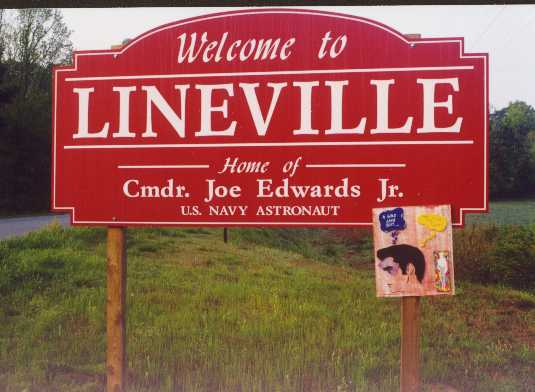
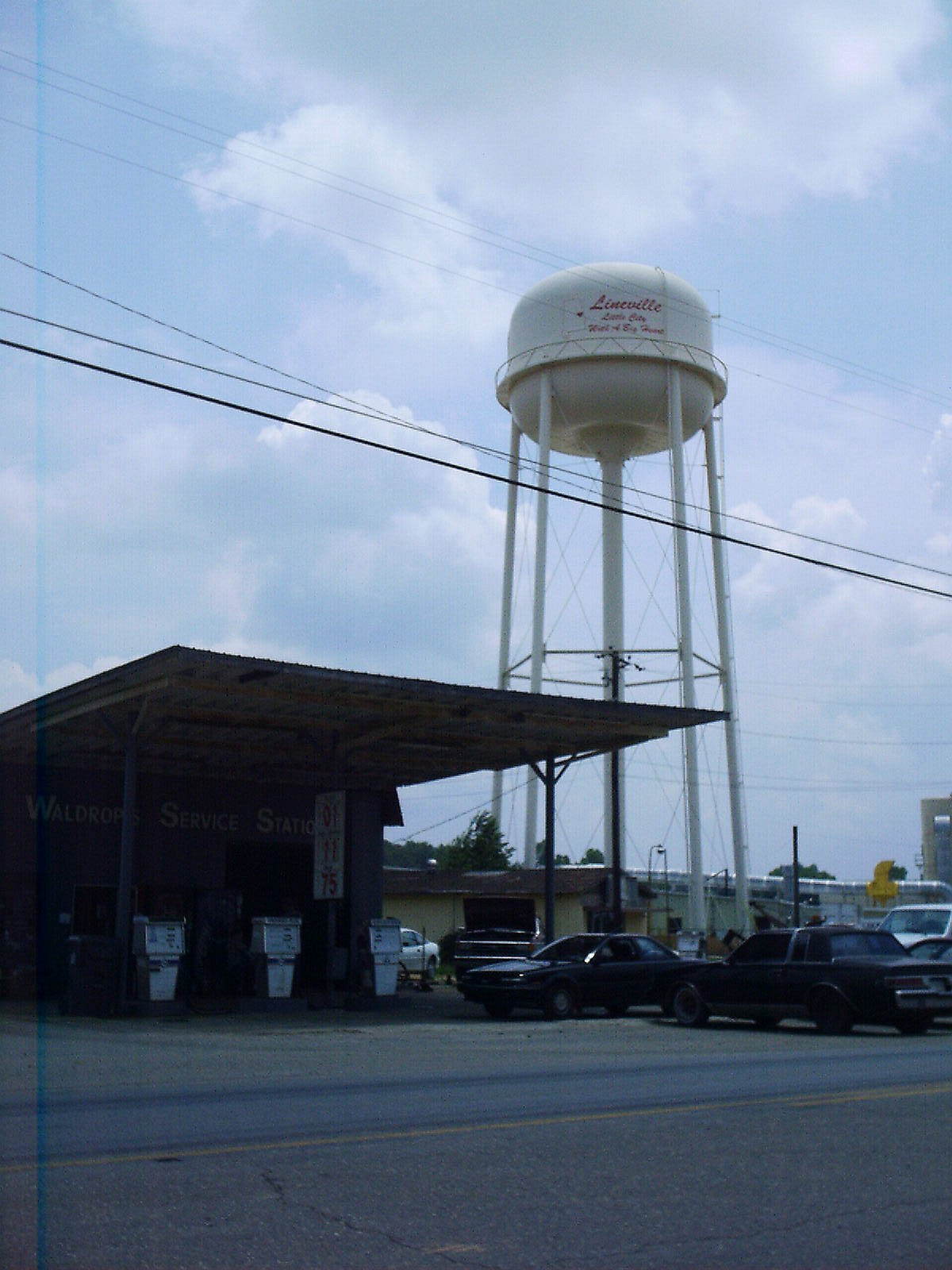